# Camuflagem por autodecoração

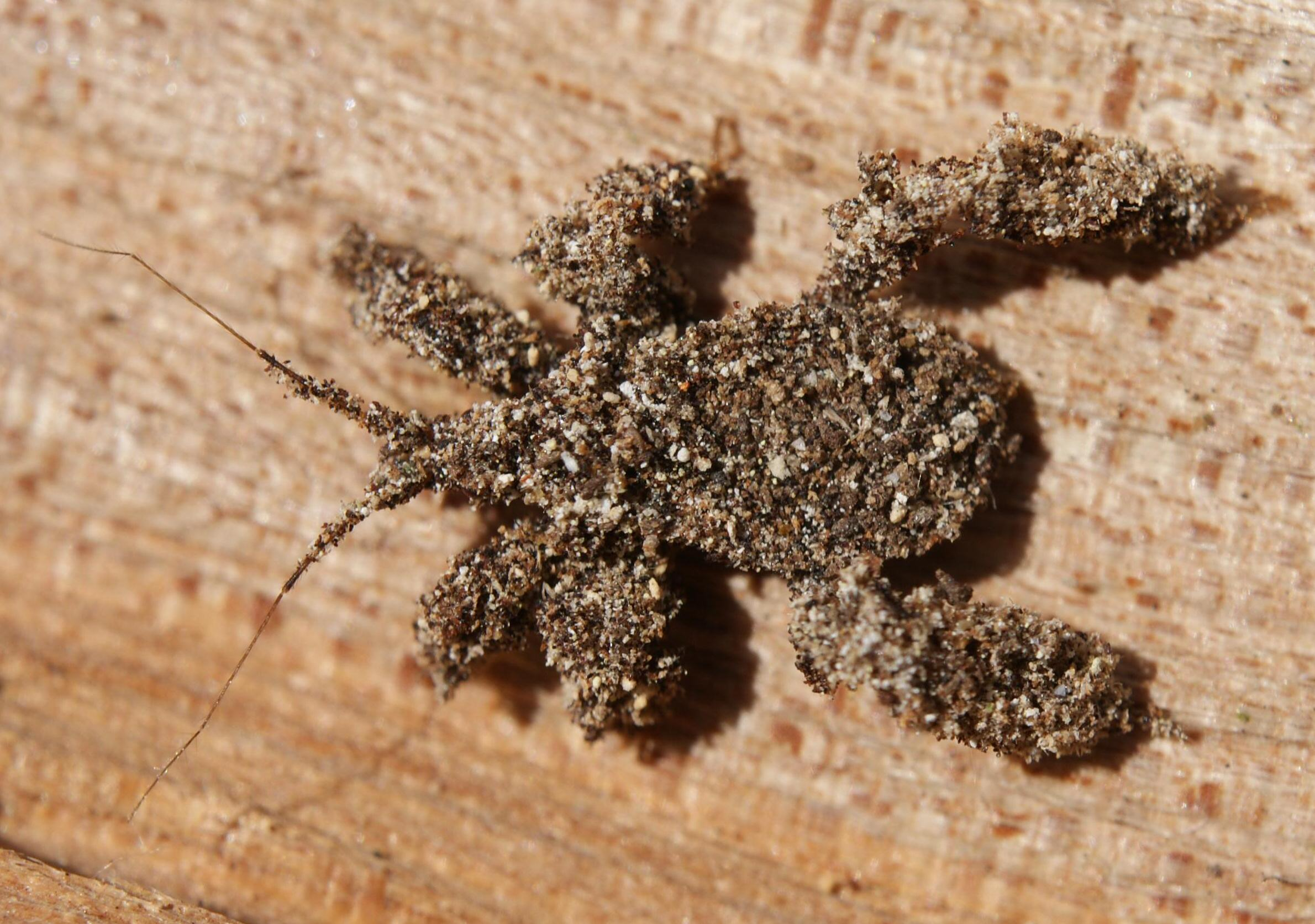
Ninfa de percevejo (Reduvius personatus) camuflada com grãos de areia.

Camuflagem por autodecoração é um método de camuflagem em que animais ou soldados selecionam materiais, por vezes vivos, do ambiente e os fixam a si mesmos para se ocultarem.
O método foi descrito em 1889 por William Bateson, que observou caranguejos do gênero Stenorhynchus. Foi classificado como "proteção adventícia" por Edward Bagnall Poulton em 1890, e como "coloração adventícia de ocultação" ou "semelhança adventícia" por Hugh Bamford Cott em 1940, que comparou o método à forma como aborígenes australianos perseguiam aves aquáticas, cobrindo o rosto com folhas de nenúfar.
Entre os animais, a autodecoração é encontrada em caranguejos decoradores [en], alguns insetos como larvas de Trichoptera e percevejos da família Reduviidae, e ocasionalmente em polvos. Na camuflagem militar, é observada no uso de trajes ghillie por atiradores de elite e nas redes de camuflagem de capacetes de soldados, que são decorados com grama e outros materiais vegetais locais, além do uso mais geral de redes de camuflagem decoradas sobre veículos, posições de artilharia e postos de observação.

## História

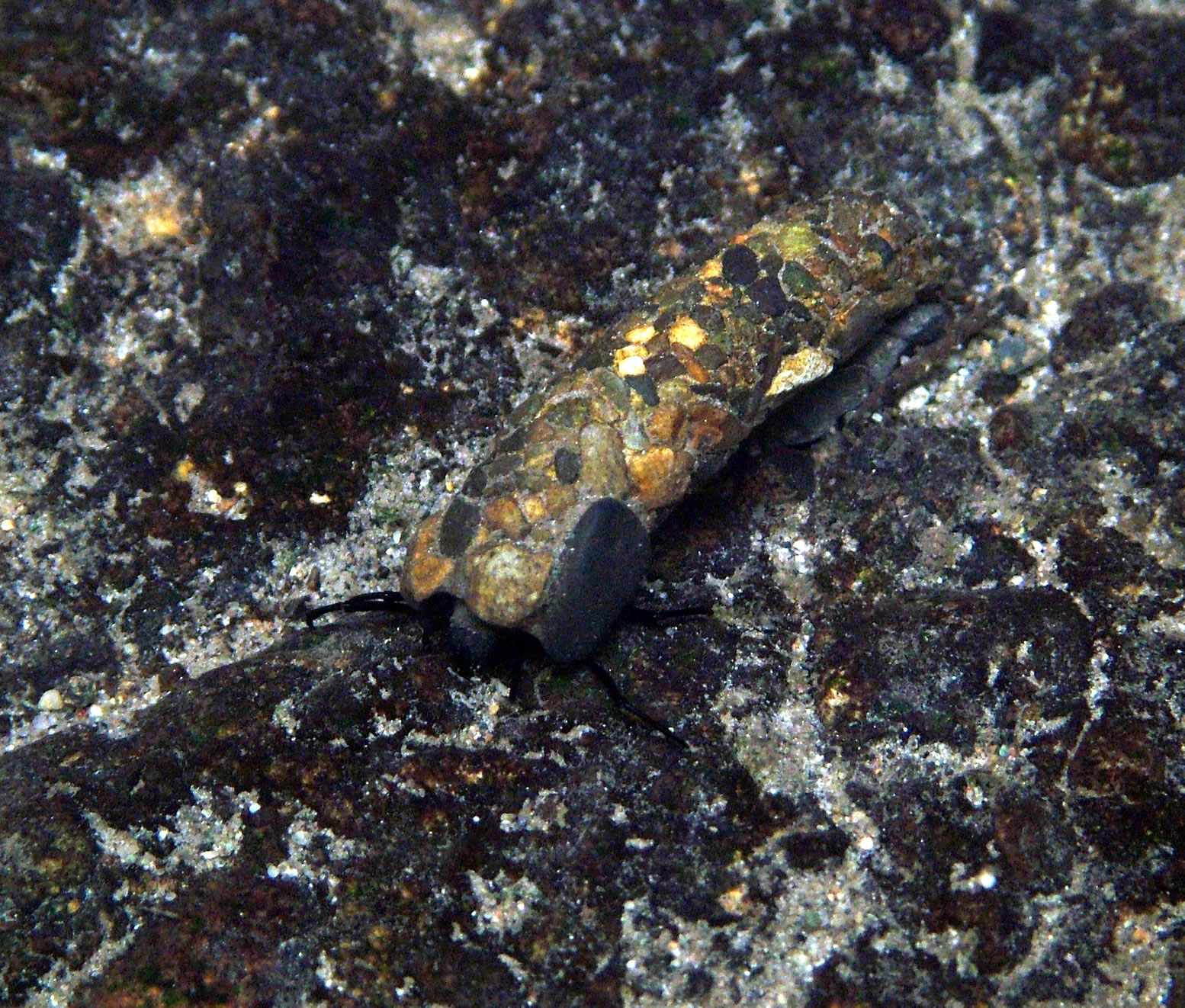
Larva de inseto da família Trichoptera, que cria um tubo portátil decorado com materiais locais, aqui pequenos seixos, no qual ela vive.

Em 1889, William Bateson descreveu em detalhes como os caranguejos decoradores fixam materiais em suas costas. Ele observou que "o procedimento é extremamente humano e intencional", e que, se um caranguejo Stenorhynchus é limpo, ele "imediatamente começa a se revestir novamente com o mesmo cuidado e precisão de antes".
Em seu livro The Colours of Animals (1890), Edward Bagnall Poulton classificou a coloração protetora de animais em tipos como cores de advertência e mimetismo protetor. Ele incluiu a autodecoração sob o título "proteção adventícia", citando o relato de Bateson sobre caranguejos-decoradores.
Em seu livro Adaptive Coloration in Animals (1940), Hugh Bamford Cott descreve a autodecoração sob o título "coloração adventícia de ocultação", também chamando-a de "semelhança adventícia". Ele descreve o método como "talvez inigualável" para ocultação eficaz e destaca que ele é resultado de um "comportamento altamente especializado". Além disso, ele se conecta a outros meios de proteção, incluindo "o uso de proteção de parceiros aposemáticos" e o uso de "esconderijos fortificados" e tocas. Cott compara a forma como aborígenes australianos usavam folhas de nenúfar sobre o rosto para nadar em direção a aves aquáticas até estarem próximos o suficiente para capturá-las pelas pernas.

## Em animais

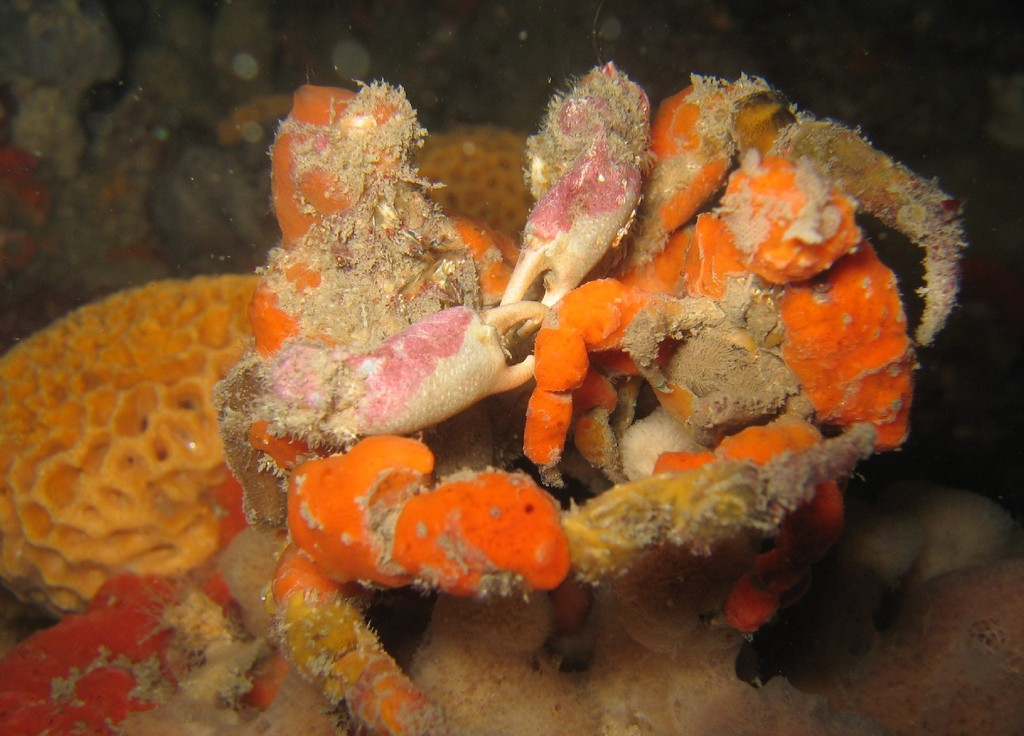
Hyastenus elatus, espécie de caranguejo decorador.

Diversos animais, tanto predadores quanto presas, utilizam a autodecoração para se ocultarem.

### Adaptações antipredadores
Caranguejos decoradores de várias espécies se camuflam com pedaços de algas, conchas, pequenas pedras e organismos vivos, como hidrozoários, esponjas e anêmonas marinhas, para evitar predadores. Eles coletam esses materiais e os fixam em suas conchas como camuflagem semipermanente, mantendo-os até a próxima muda. Suas conchas são cobertas por pelos curvos que seguram as decorações. A relação com alguns desses animais, como anêmonas marinhas, é mutualística; no caso de animais aposemáticos, como anêmonas urticantes, os caranguejos utilizam a coloração de advertência desses parceiros para afastar predadores.

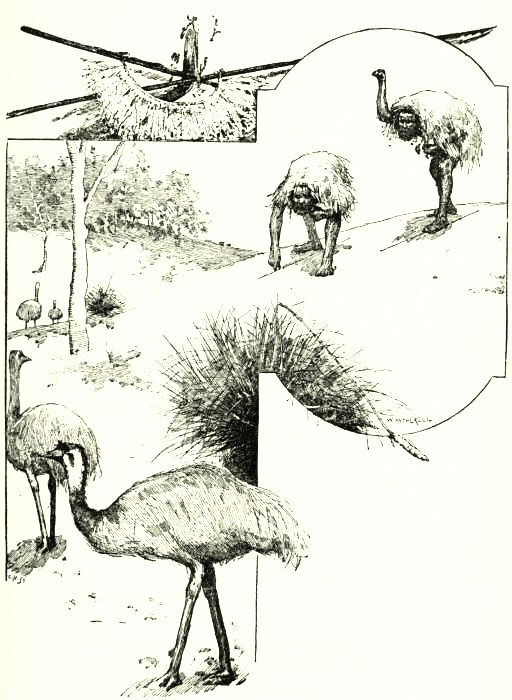
Gravura 'Emu Hunting in Australia' (Caça à ema na Austrália) de Maturin M. Ballou, 1889.

### Mimetismo agressivo
Larvas de crisopídeos decoram-se com uma mistura de materiais, incluindo cutículas de mudas anteriores e seus próprios excrementos, o que parece servir tanto para camuflagem quanto para repelir predadores. Larvas de espécies que comem pulgões decoram-se com o material ceroso produzido pelos pulgões; larvas decoradas assim são ignoradas por formigas que "cultivam" os pulgões, enquanto as formigas expulsam larvas não decoradas, caracterizando uma estratégia de "lobo em pele de cordeiro" de mimetismo agressivo. Algumas larvas de ascalafídeos, que são predadores de emboscada, também se autodecoram, escondendo-se até que a presa esteja ao alcance.
A estratégia foi usada por caçadores humanos tradicionais, como quando aborígenes australianos se vestiam com peles de emu e adotavam posturas semelhantes às do emu para caçar essas aves.

## Em uso militar
Atiradores de elite, trabalhando sozinhos, dependem fortemente de uma camuflagem eficaz. Isso é frequentemente proporcionado por um traje ghillie, uma cobertura corporal completa equipada com laços nos quais o usuário pode inserir grama ou outros materiais vegetais para se adequar ao ambiente local, ou feitos com tecidos que simulam tufos de folhas. Essa camuflagem eficaz tem o custo do peso do traje ghillie e dos materiais anexados; o traje é quente e desconfortável em climas quentes e restringe a mobilidade.
O traje ghillie foi desenvolvido por guardas-caça escoceses para caçar cervos e adaptado inicialmente pelo regimento escocês "Lovat Scouts" para uso militar. Em 1916, os Lovat Scouts tornaram-se a primeira unidade de atiradores de elite do exército britânico. Atiradores de elite de vários exércitos adotaram o traje ghillie desde então devido à ocultação eficaz que ele proporciona.
Cott usou o exemplo da larva da mariposa Comibaena bajularia, que fixa uma tela de fragmentos de folhas em seus pelos especialmente curvados, para argumentar que a camuflagem militar utilizava o mesmo método, apontando que o "dispositivo é ... essencialmente o mesmo que o amplamente praticado durante a primeira guerra mundial para a ocultação, não de lagartas, mas de tratores-lagarta, posições de baterias de artilharia, postos de observação e assim por diante."

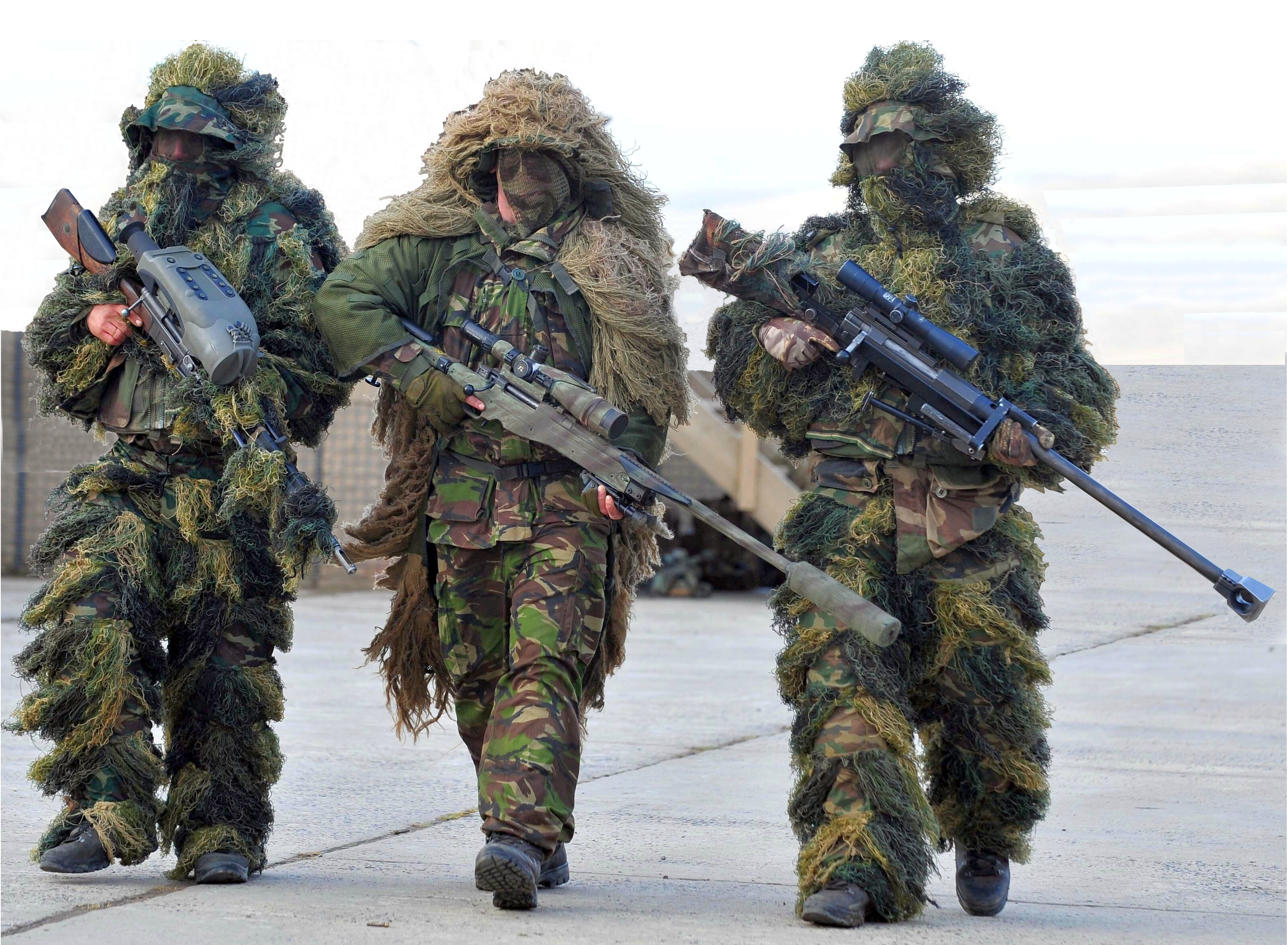
Atiradores de elite britânicos e franceses em trajes de ghillie.
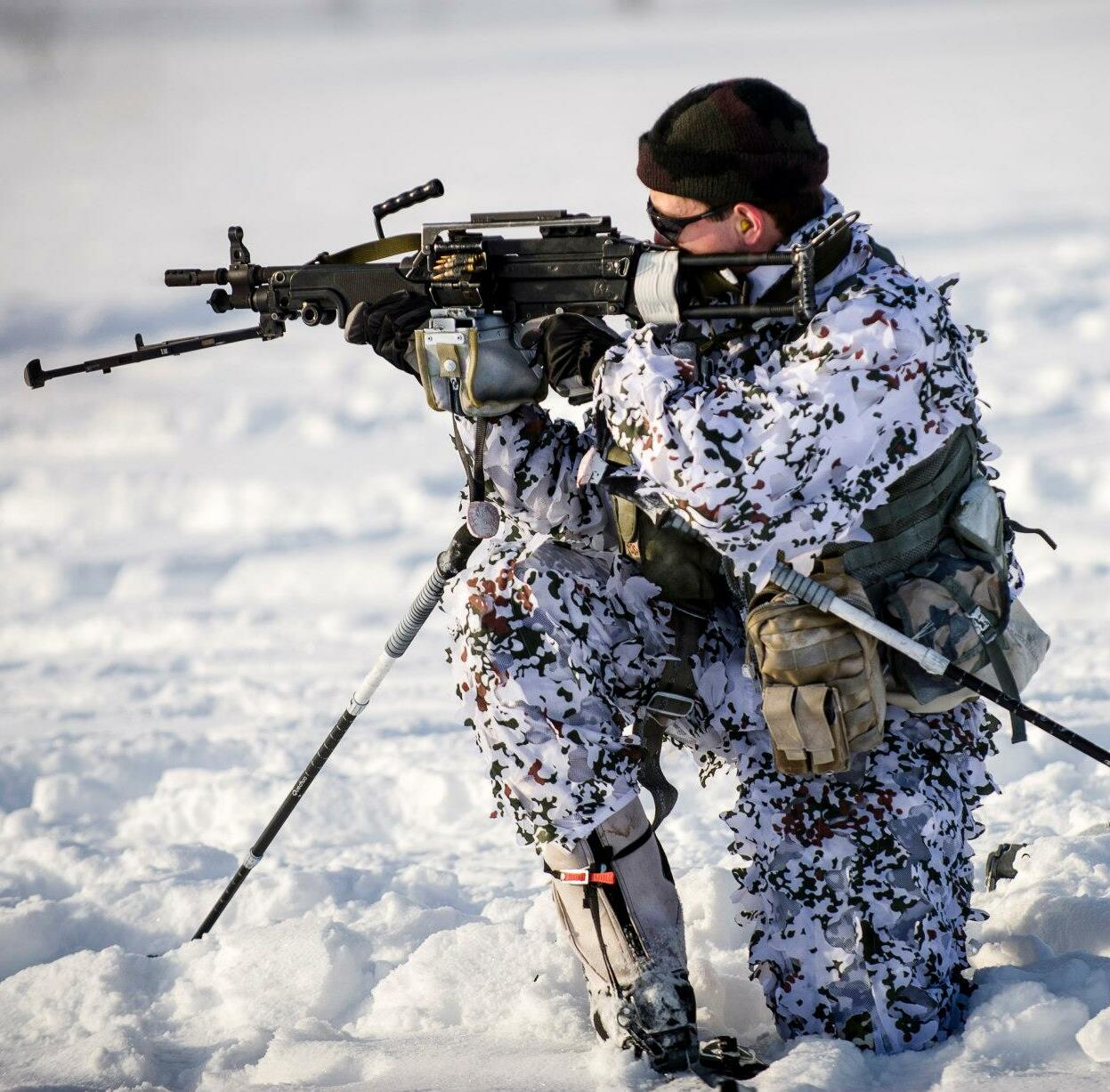
Paraquedista sueco em esquis com um traje ghillie de inverno.